# Trần Ngọc Giàu
Trần Ngọc Giàu (sinh năm 1959) là một nam đạo diễn sân khấu, nhà làm phim kiêm giảng viên người Việt Nam. Ông hiện là Chủ tịch Hội sân khấu Thành phố Hồ Chí Minh.

## Tiểu sử
Trần Ngọc Giàu, sinh năm 1959, tại Gò Công, Tiền Giang, là anh cả trong gia đình có ba anh em.

## Gia đình
Trần Ngọc Giàu lập gia đình với nghệ sĩ Đàm Loan và họ có hai người con, một trai, một gái.

## Tác phẩm

### Điện ảnh
| Năm  | Tên phim           | Ghi chú | Nguồn |
| ---- | ------------------ | ------- | ----- |
| 2013 | Nhà có 5 nàng tiên |         |       |
| 2014 | Năm sau con lại về |         |       |
| 2015 | Quý tử bất đắc dĩ  |         |       |
| 2016 | Tía tui là cao thủ |         |       |
| 2017 | Nàng tiên có 5 nhà |         |       |
| 2018 | Đích tôn độc đắc   |         |       |

### Truyền hình
| Năm  | Tên phim            | Ghi chú                          | Tập | Kênh       | Nguồn |
| ---- | ------------------- | -------------------------------- | --- | ---------- | ----- |
| 2010 | Kỳ phùng địch thủ   |                                  | 24  | ĐN1        |       |
| 2011 | Chuyện quý bà       |                                  | 42  | ĐN1        |       |
| 2011 | Lâu đài tình ái     |                                  | 34  | ĐN1        |       |
| 2011 | Xóm gà              |                                  | 53  | SCTV7      |       |
| 2013 | Trúng số tình       | Phát sóng vào dịp Tết Nguyên Đán | 3   | VTV9       |       |
| 2014 | Bản kê số phận      |                                  | 37  | Let's Viet |       |
| 2014 | Câu chuyện tình đời |                                  | 33  | VTV9       |       |

## Giải thưởng
| Năm  | Giải thưởng   | Hạng mục                             | Tác phẩm                | Kết quả   | Nguồn |
| ---- | ------------- | ------------------------------------ | ----------------------- | --------- | ----- |
| 2001 | Giải Mai Vàng | Đạo diễn Sân khấu                    | Nguồn sáng              | Đoạt giải |       |
| 2010 | Giải Mai Vàng | Vở diễn sân khấu được yêu thích nhất | Ông ngoại, bà nội       | Đoạt giải |       |
| 2020 | Giải Mai Vàng | Vở diễn sân khấu được yêu thích nhất | Áo cưới trước cổng chùa | Đoạt giải |       |